# M14/41
M14/41 (італ. Carro armato M14/41, в німецькій класифікації Pz.Kpfw 736 (i)) — італійський середній танк часів Другої світової війни. M14/41 був злегка вдосконаленим варіантом танка Fiat M13/40. На німецькій службі вони позначалися як PzKpfw M14/41 736 (i) і використовувалися не лише на італійському театрі військових дій, але і для придушення Варшавського повстання 1944 року.

## Історія
Танк вироблявся в 1941 і 1942 роках. Вже на той момент модель вважалася застарілою, що викликало обмежений випуск серії. Всього за цей період було випущено близько 800 машин. Танк базувався на тому ж шасі, що і M13/40, але з удосконаленішим та озброєнішим корпусом. У низці країн M14/41 належить не до середніх, а до легких танків.
Вперше танк використовувався в Північноафриканській кампанії. Тут машина одразу проявила свої слабкі сторони: ненадійність, тіснота (розрахований на 4 осіб), легка займистість при попаданні вибухових зарядів противника. Після цієї кампанії експлуатація M14/41 майже повністю припинилася. Однак, ще пару років деякі захоплені машини використовувалися в союзницьких військах Великої Британії та Австралії.

## Модифікації
Шасі танка використовувалися для успішніших протитанкових САУ — Semovente da 90/53.